# Liste des matchs de l'équipe d'Antigua-et-Barbuda de football par adversaire
Cette liste présente les matchs de l'équipe d'Antigua-et-Barbuda de football par adversaire rencontré,. Lorsqu'une rivalité footballistique particulière existe entre Antigua-et-Barbuda et un autre pays, une page spécifique est parfois proposée.
- Haut – A
- B
- C
- D
- E
- F
- G
- H
- I
- J
- K
- L
- M
- N
- O
- P
- Q
- R
- S
- T
- U
- V
- W
- X
- Y
- Z

## A

### Anguilla
Confrontations entre Antigua-et-Barbuda et Anguilla :
| # | Date              | Lieu         | Match                         | Score | Compétition                                             |
| - | ----------------- | ------------ | ----------------------------- | ----- | ------------------------------------------------------- |
| 1 | 4 avril 1993      | The Valley   | Anguilla - Antigua-et-Barbuda | 0-4   | Coupe caribéenne 1993 (Tour préliminaire)               |
| 2 | 17 avril 1998     | Saint John's | Antigua-et-Barbuda - Anguilla | 7-0   | Coupe caribéenne 1998 (Tour préliminaire)               |
| 3 | 20 septembre 2006 | Saint John's | Antigua-et-Barbuda - Anguilla | 5-3   | Coupe caribéenne 2007 (1er tour)                        |
| 4 | 3 septembre 2014  | Saint John's | Antigua-et-Barbuda - Anguilla | 6-0   | Qualifications pour la Coupe caribéenne 2014 (1er tour) |

| Rencontres | Victoire | Nul | Défaite | BM | BE |
| ---------- | -------- | --- | ------- | -- | -- |
| 4          | 0        | 0   | 4       | 3  | 22 |

### Antilles néerlandaises
Confrontations entre Antigua-et-Barbuda et les Antilles néerlandaises :
| # | Date             | Lieu           | Match                                       | Score  | Compétition                                                       |
| - | ---------------- | -------------- | ------------------------------------------- | ------ | ----------------------------------------------------------------- |
| 1 | 19 juin 1988     | Saint John's   | Antigua-et-Barbuda - Antilles néerlandaises | 0-1    | Qualifications pour la Coupe du monde 1990 (1er tour)             |
| 2 | 29 juillet 1998  | Willemstad     | Antilles néerlandaises - Antigua-et-Barbuda | 3-1 ap | Qualifications pour la Coupe du monde 1990 (1er tour)             |
| 3 | 19 avril 1992    | Willemstad     | Antilles néerlandaises - Antigua-et-Barbuda | 1-1    | Qualifications pour la Coupe du monde 1994 (1er tour)             |
| 4 | 26 avril 1992    | Saint John's   | Antigua-et-Barbuda - Antilles néerlandaises | 3-0    | Qualifications pour la Coupe du monde 1994 (1er tour)             |
| 5 | 20 novembre 2002 | Port-au-Prince | Antigua-et-Barbuda - Antilles néerlandaises | 1-1    | Qualifications pour la Gold Cup 2003 (2e tour)                    |
| 6 | 18 février 2004  | Saint John's   | Antigua-et-Barbuda - Antilles néerlandaises | 2-0    | Qualifications pour la Coupe du monde 2006 (1er tour - 1re phase) |
| 7 | 31 mars 2004     | Willemstad     | Antilles néerlandaises - Antigua-et-Barbuda | 3-0    | Qualifications pour la Coupe du monde 2006 (1er tour - 1re phase) |

| Rencontres | Victoire | Nul | Défaite | BM | BE |
| ---------- | -------- | --- | ------- | -- | -- |
| 7          | 2        | 2   | 3       | 8  | 9  |

### Aruba
Confrontations entre Antigua-et-Barbuda et Aruba :
| # | Date             | Lieu         | Match                      | Score | Compétition                                             |
| - | ---------------- | ------------ | -------------------------- | ----- | ------------------------------------------------------- |
| 1 | 6 février 2008   | Oranjestad   | Aruba - Antigua-et-Barbuda | 0-3   | Qualifications pour la Coupe du monde 2010 (1er tour)   |
| 2 | 26 mars 2008     | Saint John's | Antigua-et-Barbuda - Aruba | 1-0   | Qualifications pour la Coupe du monde 2010 (1er tour)   |
| 3 | 23 mars 2016     | Saint John's | Antigua-et-Barbuda - Aruba | 2-1   | Qualifications pour la Coupe caribéenne 2017 (1er tour) |
| 4 | 6 septembre 2019 | Saint John's | Antigua-et-Barbuda - Aruba | 2-1   | Ligue des nations 2019-2020 (Ligue B - Groupe C)        |
| 5 | 18 novembre 2019 | Willemstad   | Aruba - Antigua-et-Barbuda | 2-3   | Ligue des nations 2019-2020 (Ligue B - Groupe C)        |

| Rencontres | Victoire | Nul | Défaite | BM | BE |
| ---------- | -------- | --- | ------- | -- | -- |
| 5          | 5        | 0   | 0       | 11 | 4  |

## B

### Bahamas
Confrontations entre Antigua-et-Barbuda et les Bahamas :
| # | Date            | Lieu   | Match                        | Score | Compétition                          |
| - | --------------- | ------ | ---------------------------- | ----- | ------------------------------------ |
| 1 | 12 octobre 2018 | Nassau | Bahamas - Antigua-et-Barbuda | 0-6   | Qualifications pour la Gold Cup 2019 |

| Rencontres | Victoire | Nul | Défaite | BM | BE |
| ---------- | -------- | --- | ------- | -- | -- |
| 1          | 1        | 0   | 0       | 6  | 0  |

### Barbade
Confrontations entre Antigua-et-Barbuda et la Barbade :
| # | Date              | Lieu           | Match                        | Score | Compétition                                      |
| - | ----------------- | -------------- | ---------------------------- | ----- | ------------------------------------------------ |
| 1 | 5 octobre 1975    | Saint John's   | Antigua-et-Barbuda - Barbade | 1-0   | Match amical                                     |
| 2 | 29 avril 1990     | Bridgetown     | Barbade - Antigua-et-Barbuda | 1-0   | Coupe caribéenne 1990 (Tour préliminaire)        |
| 3 | 10 mars 1999      | Pointe-à-Pitre | Barbade - Antigua-et-Barbuda | 2-0   | Coupe caribéenne 1999 (2e tour)                  |
| 4 | 29 février 2000   | Bridgetown     | Barbade - Antigua-et-Barbuda | 2-2   | Match amical                                     |
| 5 | 6 février 2005    | Bridgetown     | Barbade - Antigua-et-Barbuda | 3-2   | Match amical                                     |
| 6 | 22 septembre 2006 | Saint John's   | Antigua-et-Barbuda - Barbade | 1-3   | Coupe caribéenne 2007 (1er tour)                 |
| 7 | 13 janvier 2008   | Black Rock     | Barbade - Antigua-et-Barbuda | 3-2   | Match amical                                     |
| 8 | 2 février 2022    | Gros Islet     | Barbade - Antigua-et-Barbuda | 0-1   | Ligue des nations 2022-2023 (Ligue B - Groupe A) |
| 9 | 26 mars 2023      | North Sound    | Antigua-et-Barbuda - Barbade | 1-2   | Ligue des nations 2022-2023 (Ligue B - Groupe A) |

| Rencontres | Victoire | Nul | Défaite | BM | BE |
| ---------- | -------- | --- | ------- | -- | -- |
| 9          | 2        | 1   | 6       | 10 | 16 |

### Bermudes
Confrontations entre Antigua-et-Barbuda et les Bermudes:
| #  | Date            | Lieu         | Match                         | Score | Compétition                                           |
| -- | --------------- | ------------ | ----------------------------- | ----- | ----------------------------------------------------- |
| 1  | 14 avril 1990   | Hamilton     | Bermudes - Antigua-et-Barbuda | 2-2   | Coupe caribéenne 1990 (Tour préliminaire)             |
| 2  | 16 avril 1990   | Hamilton     | Bermudes - Antigua-et-Barbuda | 3-0   | Match amical                                          |
| 3  | 14 juin 1992    | Saint John's | Antigua-et-Barbuda - Bermudes | 0-3   | Qualifications pour la Coupe du monde 1994 (1er tour) |
| 4  | 4 juillet 1992  | Hamilton     | Bermudes - Antigua-et-Barbuda | 2-1   | Qualifications pour la Coupe du monde 1994 (1er tour) |
| 5  | 12 janvier 1999 | Hamilton     | Bermudes - Antigua-et-Barbuda | 1-0   | Match amical                                          |
| 6  | 14 janvier 1999 | Hamilton     | Bermudes - Antigua-et-Barbuda | 0-1   | Match amical                                          |
| 7  | 16 avril 2000   | Saint John's | Antigua-et-Barbuda - Bermudes | 0-0   | Qualifications pour la Coupe du monde 2002 (1er tour) |
| 8  | 23 avril 2000   | Hamilton     | Bermudes - Antigua-et-Barbuda | 1-1   | Qualifications pour la Coupe du monde 2002 (1er tour) |
| 9  | 27 août 2008    | George Town  | Bermudes - Antigua-et-Barbuda | 0-4   | Coupe caribéenne 2008 (1er tour)                      |
| 10 | 21 mars 2018    | Saint John's | Antigua-et-Barbuda - Bermudes | 3-2   | Match amical                                          |

| Rencontres | Victoire | Nul | Défaite | BM | BE |
| ---------- | -------- | --- | ------- | -- | -- |
| 10         | 3        | 3   | 4       | 12 | 14 |

## C

### Cuba
Confrontations entre Antigua-et-Barbuda et Cuba :
| # | Date             | Lieu             | Match                     | Score | Compétition                                          |
| - | ---------------- | ---------------- | ------------------------- | ----- | ---------------------------------------------------- |
| 1 | 28 mars 2003     | Macoya           | Cuba - Antigua-et-Barbuda | 2-0   | Qualifications pour la Gold Cup 2003 (Tour final)    |
| 2 | 17 juin 2008     | Saint John's     | Antigua-et-Barbuda - Cuba | 3-4   | Qualifications pour la Coupe du monde 2010 (2e tour) |
| 3 | 22 juin 2008     | La Havane        | Cuba - Antigua-et-Barbuda | 4-0   | Qualifications pour la Coupe du monde 2010 (2e tour) |
| 4 | 6 décembre 2008  | Falmouth         | Cuba - Antigua-et-Barbuda | 3-0   | Coupe caribéenne 2008 (Groupe I)                     |
| 5 | 14 novembre 2010 | Saint John's     | Antigua-et-Barbuda - Cuba | 0-0   | Coupe caribéenne 2010 (2e tour)                      |
| 6 | 9 juin 2022      | Basseterre       | Antigua-et-Barbuda - Cuba | 0-2   | Ligue des nations 2022-2023 (Ligue B - Groupe A)     |
| 7 | 12 juin 2022     | Santiago de Cuba | Cuba - Antigua-et-Barbuda | 3-1   | Ligue des nations 2022-2023 (Ligue B - Groupe A)     |

| Rencontres | Victoire | Nul | Défaite | BM | BE |
| ---------- | -------- | --- | ------- | -- | -- |
| 7          | 0        | 1   | 6       | 4  | 18 |

### Curaçao
Confrontations entre Antigua-et-Barbuda et Curaçao :
| # | Date             | Lieu         | Match                        | Score | Compétition                                            |
| - | ---------------- | ------------ | ---------------------------- | ----- | ------------------------------------------------------ |
| 1 | 2 septembre 2011 | Saint John's | Antigua-et-Barbuda - Curaçao | 5-2   | Qualifications pour la Coupe du monde 2014 (2e tour)   |
| 2 | 7 octobre 2011   | Willemstad   | Curaçao - Antigua-et-Barbuda | 0-1   | Qualifications pour la Coupe du monde 2014 (2e tour)   |
| 3 | 5 octobre 2016   | Willemstad   | Curaçao - Antigua-et-Barbuda | 3-0   | Qualifications pour la Coupe caribéenne 2017 (3e tour) |
| 4 | 23 mars 2019     | Saint John's | Antigua-et-Barbuda - Curaçao | 2-1   | Éliminatoires de la Gold Cup 2019                      |

| Rencontres | Victoire | Nul | Défaite | BM | BE |
| ---------- | -------- | --- | ------- | -- | -- |
| 4          | 3        | 0   | 1       | 8  | 6  |

## D

### Dominique
Confrontations entre Antigua-et-Barbuda et la Dominique :
| #  | Date             | Lieu           | Match                          | Score | Compétition                                           |
| -- | ---------------- | -------------- | ------------------------------ | ----- | ----------------------------------------------------- |
| 1  | 24 février 1985  | Saint John's   | Antigua-et-Barbuda - Dominique | 2-1   | Coupe caribéenne 1985 (Tour préliminaire)             |
| 2  | 6 mars 1988      |                | Dominique - Antigua-et-Barbuda | 0-0   | Coupe caribéenne 1988 (Tour préliminaire)             |
| 3  | 20 mars 1988     | Saint John's   | Antigua-et-Barbuda - Dominique | 2-1   | Coupe caribéenne 1988 (Tour préliminaire)             |
| 4  | 13 mai 1989      |                | Dominique - Antigua-et-Barbuda | 0-1   | Coupe caribéenne 1989 (Tour préliminaire)             |
| 5  | 9 novembre 1990  |                | Antigua-et-Barbuda - Dominique | 2-1   | Match amical                                          |
| 6  | 23 février 1994  | Basseterre     | Dominique - Antigua-et-Barbuda | 3-2   | Coupe caribéenne 1994 (Tour préliminaire)             |
| 7  | 10 mars 1996     | Roseau         | Dominique - Antigua-et-Barbuda | 3-3   | Qualifications pour la Coupe du monde 1998 (1er tour) |
| 8  | 31 mars 1996     | Saint John's   | Antigua-et-Barbuda - Dominique | 1-3   | Qualifications pour la Coupe du monde 1998 (1er tour) |
| 9  | 22 février 1998  | Saint John's   | Antigua-et-Barbuda - Dominique | 1-1   | Match amical                                          |
| 10 | 24 juillet 1998  | Port-d'Espagne | Antigua-et-Barbuda - Dominique | 2-1   | Coupe caribéenne 1998 (Groupe A)                      |
| 11 | 14 mars 1999     | Pointe-à-Pitre | Antigua-et-Barbuda - Dominique | 1-1   | Coupe caribéenne 1999 (2e tour)                       |
| 12 | 19 février 2000  | Roseau         | Dominique - Antigua-et-Barbuda | 2-0   | Match amical                                          |
| 13 | 29 avril 2000    | Road Town      | Antigua-et-Barbuda - Dominique | 3-2   | Match amical                                          |
| 14 | 20 janvier 2002  | Saint John's   | Antigua-et-Barbuda - Dominique | 4-0   | Match amical                                          |
| 15 | 3 septembre 2006 | Saint John's   | Antigua-et-Barbuda - Dominique | 1-0   | Match amical                                          |
| 16 | 12 novembre 2010 | Saint John's   | Antigua-et-Barbuda - Dominique | 0-0   | Coupe caribéenne 2010 (2e tour)                       |
| 17 | 15 mars 2015     | Saint John's   | Antigua-et-Barbuda - Dominique | 1-0   | Match amical                                          |
| 18 | 26 mars 2018     | Saint John's   | Antigua-et-Barbuda - Dominique | 0-0   | Match amical                                          |

| Rencontres | Victoire | Nul | Défaite | BM | BE |
| ---------- | -------- | --- | ------- | -- | -- |
| 18         | 9        | 6   | 3       | 29 | 18 |

## E

### Estonie
Confrontations entre Antigua-et-Barbuda et l'Estonie :
| # | Date             | Lieu         | Match                        | Score | Compétition  |
| - | ---------------- | ------------ | ---------------------------- | ----- | ------------ |
| 1 | 22 novembre 2016 | Saint John's | Antigua-et-Barbuda - Estonie | 0-1   | Match amical |

| Rencontres | Victoire | Nul | Défaite | BM | BE |
| ---------- | -------- | --- | ------- | -- | -- |
| 1          | 0        | 0   | 1       | 0  | 1  |

### États-Unis
Confrontations entre Antigua-et-Barbuda et les États-Unis :
| # | Date            | Lieu         | Match                           | Score | Compétition                                          |
| - | --------------- | ------------ | ------------------------------- | ----- | ---------------------------------------------------- |
| 1 | 8 juin 2012     | Tampa        | États-Unis - Antigua-et-Barbuda | 3-1   | Qualifications pour la Coupe du monde 2014 (3e tour) |
| 2 | 12 octobre 2012 | Saint John's | Antigua-et-Barbuda - États-Unis | 1-2   | Qualifications pour la Coupe du monde 2014 (3e tour) |

| Rencontres | Victoire | Nul | Défaite | BM | BE |
| ---------- | -------- | --- | ------- | -- | -- |
| 2          | 0        | 0   | 2       | 2  | 5  |

## G

### Grenade
Confrontations entre Antigua-et-Barbuda et la Grenade :
| # | Date            | Lieu          | Match                        | Score | Compétition                                            |
| - | --------------- | ------------- | ---------------------------- | ----- | ------------------------------------------------------ |
| 1 | 6 juillet 1997  | Saint John's  | Grenade - Antigua-et-Barbuda | 3-1   | Coupe caribéenne 1997 (Groupe A)                       |
| 2 | 19 avril 1998   | Saint John's  | Antigua-et-Barbuda - Grenade | 2-1   | Coupe caribéenne 1998 (Tour préliminaire)              |
| 3 | 3 novembre 2006 | Kingstown     | Antigua-et-Barbuda - Grenade | 1-1   | Match amical                                           |
| 4 | 28 juin 2009    | Saint-Georges | Grenade - Antigua-et-Barbuda | 2-2   | Match amical                                           |
| 5 | 27 mai 2011     | Saint-Georges | Grenade - Antigua-et-Barbuda | 2-2   | Match amical                                           |
| 6 | 7 juin 2016     | Saint John's  | Antigua-et-Barbuda - Grenade | 5-1   | Qualifications pour la Coupe caribéenne 2017 (2e tour) |
| 7 | 4 juin 2021     | North Sound   | Antigua-et-Barbuda - Grenade | 1-0   | Qualifications pour la Coupe du monde 2022 (1er tour)  |

| Rencontres | Victoire | Nul | Défaite | BM | BE |
| ---------- | -------- | --- | ------- | -- | -- |
| 7          | 3        | 3   | 1       | 14 | 10 |

### Guadeloupe
Confrontations entre Antigua-et-Barbuda et la Guadeloupe :
| #  | Date              | Lieu            | Match                           | Score | Compétition                                       |
| -- | ----------------- | --------------- | ------------------------------- | ----- | ------------------------------------------------- |
| 1  | 2 avril 1983      |                 | Guadeloupe - Antigua-et-Barbuda | 2-3   | Coupe caribéenne 1983 (Tour préliminaire)         |
| 2  | 8 mai 1983        | Saint John's    | Antigua-et-Barbuda - Guadeloupe | 3-3   | Coupe caribéenne 1983 (Tour préliminaire)         |
| 3  | 3 mars 1985       | Saint John's    | Antigua-et-Barbuda - Guadeloupe | 0-1   | Coupe caribéenne 1985 (Tour préliminaire)         |
| 4  | 9 juillet 1988    |                 | Antigua-et-Barbuda - Guadeloupe | 0-0   | Coupe caribéenne 1988 (Tour préliminaire)         |
| 5  | 12 mars 1999      | Pointe-à-Pitre  | Guadeloupe - Antigua-et-Barbuda | 2-1   | Coupe caribéenne 1999 (2e tour)                   |
| 6  | 30 mars 2003      | San Fernando    | Guadeloupe - Antigua-et-Barbuda | 2-0   | Qualifications pour la Gold Cup 2003 (Tour final) |
| 7  | 28 novembre 2006  | Georgetown      | Antigua-et-Barbuda - Guadeloupe | 1-3   | Coupe caribéenne 2007 (2e tour)                   |
| 8  | 8 décembre 2008   | Montego Bay     | Antigua-et-Barbuda - Guadeloupe | 2-2   | Coupe caribéenne 2008 (Groupe I)                  |
| 9  | 1er décembre 2010 | Rivière-Pilote  | Guadeloupe - Antigua-et-Barbuda | 1-0   | Coupe caribéenne 2010 (Groupe I)                  |
| 10 | 5 novembre 2011   | Osbourn         | Antigua-et-Barbuda - Guadeloupe | 0-0   | Match amical                                      |
| 11 | 5 juin 2022       | Basseterre      | Antigua-et-Barbuda - Guadeloupe | 1-0   | Ligue des nations 2022-2023 (Ligue B - Groupe A)  |
| 12 | 23 mars 2022      | Les Abymes      | Guadeloupe - Antigua-et-Barbuda | 0-1   | Ligue des nations 2022-2023 (Ligue B - Groupe A)  |
| 13 | 16 juin 2023      | Fort Lauderdale | Antigua-et-Barbuda - Guadeloupe | 0-5   | Qualifications pour la Gold Cup 2023 (1er tour)   |

| Rencontres | Victoire | Nul | Défaite | BM | BE |
| ---------- | -------- | --- | ------- | -- | -- |
| 13         | 3        | 4   | 6       | 12 | 21 |

### Guatemala
Confrontations en matchs officiels entre Antigua-et-Barbuda et le Guatemala :
| # | Date              | Lieu         | Match                          | Score | Compétition                                           |
| - | ----------------- | ------------ | ------------------------------ | ----- | ----------------------------------------------------- |
| 1 | 11 juin 2000      | Saint John's | Antigua-et-Barbuda - Guatemala | 0-1   | Qualifications pour la Coupe du monde 2002 (1er tour) |
| 2 | 17 juin 2000      | Guatemala    | Guatemala - Antigua-et-Barbuda | 8-1   | Qualifications pour la Coupe du monde 2002 (1er tour) |
| 3 | 7 septembre 2012  | Guatemala    | Guatemala - Antigua-et-Barbuda | 3-1   | Qualifications pour la Coupe du monde 2014 (3e tour)  |
| 4 | 11 septembre 2012 | Saint John's | Antigua-et-Barbuda - Guatemala | 0-1   | Qualifications pour la Coupe du monde 2014 (3e tour)  |
| 5 | 4 septembre 2015  | Saint John's | Antigua-et-Barbuda - Guatemala | 1-0   | Qualifications pour la Coupe du monde 2018 (3e tour)  |
| 6 | 8 septembre 2015  | Guatemala    | Guatemala - Antigua-et-Barbuda | 2-0   | Qualifications pour la Coupe du monde 2018 (3e tour)  |
| 7 | 21 novembre 2019  | Coatepeque   | Guatemala - Antigua-et-Barbuda | 8-0   | Match amical                                          |

| Rencontres | Victoire | Nul | Défaite | BM | BE |
| ---------- | -------- | --- | ------- | -- | -- |
| 7          | 1        | 0   | 6       | 4  | 23 |

### Guyana
Confrontations entre Antigua-et-Barbuda et le Guyana :
| #  | Date              | Lieu           | Match                       | Score | Compétition                                      |
| -- | ----------------- | -------------- | --------------------------- | ----- | ------------------------------------------------ |
| 1  | 29 mai 1983       | Georgetown     | Guyana - Antigua-et-Barbuda | 0-0   | Coupe caribéenne 1983 (Tour préliminaire)        |
| 2  | 5 juin 1983       | Saint John's   | Antigua-et-Barbuda - Guyana | 4-0   | Coupe caribéenne 1983 (Tour préliminaire)        |
| 3  | 1984              |                | Antigua-et-Barbuda - Guyana | 3-0   | Match amical                                     |
| 4  | 15 avril 1998     | Saint John's   | Antigua-et-Barbuda - Guyana | 2-2   | Match amical                                     |
| 5  | 24 février 2006   | Linden         | Guyana - Antigua-et-Barbuda | 2-1   | Match amical                                     |
| 6  | 26 février 2006   | Georgetown     | Guyana - Antigua-et-Barbuda | 4-1   | Match amical                                     |
| 7  | 24 novembre 2006  | Georgetown     | Guyana - Antigua-et-Barbuda | 6-0   | Coupe caribéenne 2007 (2e tour)                  |
| 8  | 21 septembre 2008 | Saint John's   | Antigua-et-Barbuda - Guyana | 3-0   | Match amical                                     |
| 9  | 7 novembre 2008   | Macoya         | Antigua-et-Barbuda - Guyana | 2-1   | Coupe caribéenne 2008 (2e tour)                  |
| 10 | 3 juin 2009       | Paramaribo     | Antigua-et-Barbuda - Guyana | 2-1   | Match amical                                     |
| 11 | 29 novembre 2010  | Rivière-Pilote | Antigua-et-Barbuda - Guyana | 1-0   | Coupe caribéenne 2010 (Groupe I)                 |
| 12 | 11 octobre 2019   | North Sound    | Antigua-et-Barbuda - Guyana | 2-1   | Ligue des nations 2019-2020 (Ligue B - Groupe C) |
| 13 | 14 octobre 2019   | Leonora        | Guyana - Antigua-et-Barbuda | 5-1   | Ligue des nations 2019-2020 (Ligue B - Groupe C) |

| Rencontres | Victoire | Nul | Défaite | BM | BE |
| ---------- | -------- | --- | ------- | -- | -- |
| 16         | 8        | 2   | 4       | 22 | 22 |

### Guyane
Confrontations entre équipe d'Antigua-et-Barbuda et la équipe de Guyane :
| # | Date            | Lieu         | Match                       | Score | Compétition                          |
| - | --------------- | ------------ | --------------------------- | ----- | ------------------------------------ |
| 1 | 25 juillet 1983 | Cayenne      | Guyane - Antigua-et-Barbuda | 1-0   | Coupe caribéenne 1983 (Phase finale) |
| 2 | 25 juillet 1995 | Grand Cayman | Antigua-et-Barbuda - Guyane | 2-1   | Coupe caribéenne 1995 (Groupe A)     |
| 3 | 5 juin 2009     | Paramaribo   | Guyane - Antigua-et-Barbuda | 2-1   | Match amical                         |

| Rencontres | Victoire | Nul | Défaite | BM | BE |
| ---------- | -------- | --- | ------- | -- | -- |
| 3          | 1        | 0   | 2       | 3  | 4  |

## H

### Haïti
Confrontations entre Antigua-et-Barbuda et Haïti :
| #  | Date              | Lieu           | Match                      | Score | Compétition                                           |
| -- | ----------------- | -------------- | -------------------------- | ----- | ----------------------------------------------------- |
| 1  | 26 octobre 1978   | San Fernando   | Antigua-et-Barbuda - Haïti | 0-1   | Coupe caribéenne 1978 (Phase finale)                  |
| 2  | 29 septembre 1979 | Port-au-Prince | Haïti - Antigua-et-Barbuda | 1-0   | Coupe caribéenne 1979 (Tour préliminaire)             |
| 3  | 15 octobre 1979   |                | Antigua-et-Barbuda - Haïti | 1-2   | Coupe caribéenne 1979 (Tour préliminaire)             |
| 4  | 4 août 1984       | Port-au-Prince | Antigua-et-Barbuda - Haïti | 0-4   | Qualifications pour la Coupe du monde 1986 (Groupe 2) |
| 5  | 7 août 1984       | Port-au-Prince | Haïti - Antigua-et-Barbuda | 1-2   | Qualifications pour la Coupe du monde 1986 (Groupe 2) |
| 6  | 31 juillet 1998   | Port-d'Espagne | Antigua-et-Barbuda - Haïti | 2-3   | Coupe caribéenne 1998 (Match pour la 3e place)        |
| 7  | 18 novembre 2002  | Port-au-Prince | Haïti - Antigua-et-Barbuda | 1-0   | Qualifications pour la Gold Cup 2003 (2e tour)        |
| 8  | 4 décembre 2008   | Montego Bay    | Haïti - Antigua-et-Barbuda | 1-1   | Coupe caribéenne 2008 (Groupe I)                      |
| 9  | 11 novembre 2011  | Saint John's   | Antigua-et-Barbuda - Haïti | 1-0   | Qualifications pour la Coupe du monde 2014 (2e tour)  |
| 10 | 15 novembre 2011  | Port-au-Prince | Haïti - Antigua-et-Barbuda | 2-1   | Qualifications pour la Coupe du monde 2014 (2e tour)  |
| 11 | 11 décembre 2012  | Saint John's   | Antigua-et-Barbuda - Haïti | 0-1   | Coupe caribéenne 2012 (Groupe A)                      |
| 12 | 12 décembre 2014  | Montego Bay    | Haïti - Antigua-et-Barbuda | 2-2   | Coupe caribéenne 2014 (Groupe A)                      |

| Rencontres | Victoire | Nul | Défaite | BM | BE |
| ---------- | -------- | --- | ------- | -- | -- |
| 12         | 2        | 2   | 8       | 10 | 18 |

### Hongrie
Confrontations entre Antigua-et-Barbuda et la Hongrie :
| # | Date             | Lieu  | Match                        | Score | Compétition  |
| - | ---------------- | ----- | ---------------------------- | ----- | ------------ |
| 1 | 18 décembre 2005 | Miami | Antigua-et-Barbuda - Hongrie | 0-3   | Match amical |

| Rencontres | Victoire | Nul | Défaite | BM | BE |
| ---------- | -------- | --- | ------- | -- | -- |
| 1          | 0        | 0   | 1       | 0  | 3  |

## I

### Îles Caïmans
Confrontations entre Antigua-et-Barbuda et les Îles Caïmans :
| # | Date            | Lieu        | Match                             | Score | Compétition                      |
| - | --------------- | ----------- | --------------------------------- | ----- | -------------------------------- |
| 1 | 21 juillet 1995 | George Town | Îles Caïmans - Antigua-et-Barbuda | 2-0   | Coupe caribéenne 1995 (Groupe A) |
| 2 | 30 août 2008    | George Town | Îles Caïmans - Antigua-et-Barbuda | 1-1   | Coupe caribéenne 2008 (1er tour) |

| Rencontres | Victoire | Nul | Défaite | BM | BE |
| ---------- | -------- | --- | ------- | -- | -- |
| 2          | 0        | 1   | 2       | 1  | 3  |

### Îles Vierges britanniques
Confrontations entre Antigua-et-Barbuda et les Îles Vierges britanniques :
| # | Date             | Lieu         | Match                                          | Score         | Compétition                      |
| - | ---------------- | ------------ | ---------------------------------------------- | ------------- | -------------------------------- |
| 1 | 17 avril 1992    | Basseterre   | Antigua-et-Barbuda - Îles Vierges britanniques | 2-0           | Coupe caribéenne 1992 (1er tour) |
| 2 | 6 novembre 1997  |              | Antigua-et-Barbuda - Îles Vierges britanniques | 2-0           | Match amical                     |
| 3 | 8 novembre 1997  |              | Îles Vierges britanniques - Antigua-et-Barbuda | 1-3           | Match amical                     |
| 4 | 28 février 1999  | Road Town    | Îles Vierges britanniques - Antigua-et-Barbuda | 0-2           | Match amical                     |
| 5 | 13 novembre 1999 |              | Antigua-et-Barbuda - Îles Vierges britanniques | 5-1           | Match amical                     |
| 6 | 30 avril 2000    | Road Town    | Îles Vierges britanniques - Antigua-et-Barbuda | 1-1 (3-4) tab | Match amical                     |
| 7 | 28 janvier 2001  | Saint John's | Antigua-et-Barbuda - Îles Vierges britanniques | 1-1           | Match amical                     |
| 8 | 22 mars 2015     | Saint John's | Antigua-et-Barbuda - Îles Vierges britanniques | 1-0           | Match amical                     |

| Rencontres | Victoire | Nul | Défaite | BM | BE |
| ---------- | -------- | --- | ------- | -- | -- |
| 8          | 6        | 2   | 0       | 12 | 3  |

### Îles Vierges des États-Unis
Confrontations entre Antigua-et-Barbuda et les Îles Vierges des États-Unis :
| # | Date             | Lieu            | Match                                            | Score | Compétition                                           |
| - | ---------------- | --------------- | ------------------------------------------------ | ----- | ----------------------------------------------------- |
| 1 | 6 septembre 2011 | Frederiksted    | Îles Vierges des États-Unis - Antigua-et-Barbuda | 1-8   | Qualifications pour la Coupe du monde 2014 (2e tour)  |
| 2 | 11 octobre 2011  | Saint John's    | Antigua-et-Barbuda - Îles Vierges des États-Unis | 10-0  | Qualifications pour la Coupe du monde 2014 (2e tour)  |
| 3 | 8 mars 2015      | Saint John's    | Antigua-et-Barbuda - Îles Vierges des États-Unis | 2-0   | Match amical                                          |
| 4 | 27 mars 2021     | Upper Bethlehem | Îles Vierges des États-Unis - Antigua-et-Barbuda | 0-3   | Qualifications pour la Coupe du monde 2022 (1er tour) |

| Rencontres | Victoire | Nul | Défaite | BM | BE |
| ---------- | -------- | --- | ------- | -- | -- |
| 4          | 4        | 0   | 0       | 23 | 1  |

## J

### Jamaïque
Confrontations entre équipe d'Antigua-et-Barbuda et la équipe de Jamaïque :
| #  | Date             | Lieu           | Match                         | Score      | Compétition                                          |
| -- | ---------------- | -------------- | ----------------------------- | ---------- | ---------------------------------------------------- |
| 1  | 23 avril 1989    | Saint John's   | Antigua-et-Barbuda - Jamaïque | 1-0        | Coupe caribéenne 1989 (Tour préliminaire)            |
| 2  | 3 décembre 1995  | Saint John's   | Antigua-et-Barbuda - Jamaïque | 1-2        | Match amical                                         |
| 3  | 8 juillet 1997   | Saint John's   | Jamaïque - Antigua-et-Barbuda | 2-0        | Coupe caribéenne 1997 (Groupe A)                     |
| 4  | 26 octobre 1997  | Saint John's   | Antigua-et-Barbuda - Jamaïque | 0-3        | Match amical                                         |
| 5  | 29 juillet 1998  | Port-d'Espagne | Jamaïque - Antigua-et-Barbuda | 1-0 ap beo | Coupe caribéenne 1998 (Demi-finale)                  |
| 6  | 27 novembre 2010 | Rivière-Pilote | Jamaïque - Antigua-et-Barbuda | 3-1        | Coupe caribéenne 2010 (Groupe I)                     |
| 7  | 12 juin 2012     | Saint John's   | Antigua-et-Barbuda - Jamaïque | 0-0        | Qualifications pour la Coupe du monde 2014 (3e tour) |
| 8  | 16 octobre 2012  | Kingston       | Jamaïque - Antigua-et-Barbuda | 4-1        | Qualifications pour la Coupe du monde 2014 (3e tour) |
| 9  | 14 novembre 2014 | Montego Bay    | Jamaïque - Antigua-et-Barbuda | 3-0        | Coupe caribéenne 2014 (Groupe B)                     |
| 10 | 25 mars 2018     | Kingston       | Jamaïque - Antigua-et-Barbuda | 1-1        | Match amical                                         |
| 11 | 29 avril 2018    | Saint John's   | Antigua-et-Barbuda - Jamaïque | 0-2        | Match amical                                         |
| 12 | 6 septembre 2019 | Montego Bay    | Jamaïque - Antigua-et-Barbuda | 6-0        | Ligue des nations 2019-2020 (Ligue B - Groupe C)     |
| 13 | 15 novembre 2019 | Saint John's   | Antigua-et-Barbuda - Jamaïque | 0-2        | Ligue des nations 2019-2020 (Ligue B - Groupe C)     |

| Rencontres | Victoire | Nul | Défaite | BM | BE |
| ---------- | -------- | --- | ------- | -- | -- |
| 13         | 1        | 2   | 10      | 5  | 29 |

## M

### Martinique
Confrontations entre Antigua-et-Barbuda et la Martinique :
| #  | Date              | Lieu           | Match                           | Score | Compétition                          |
| -- | ----------------- | -------------- | ------------------------------- | ----- | ------------------------------------ |
| 1  | février 1978      | Saint-Pierre   | Martinique - Antigua-et-Barbuda | 3-0   | Match amical                         |
| 2  | novembre 1978     | Saint John's   | Antigua-et-Barbuda - Martinique | 0-2   | Match amical                         |
| 3  | 23 juillet 1983   | Cayenne        | Antigua-et-Barbuda - Martinique | 0-2   | Coupe caribéenne 1983 (Phase finale) |
| 4  | 5 juillet 1988    | Martinique     | Martinique - Antigua-et-Barbuda | 2-2   | Coupe caribéenne 1988 (Phase finale) |
| 5  | 21 juin 1992      | Port-d'Espagne | Antigua-et-Barbuda - Martinique | 1-4   | Coupe caribéenne 1992 (Groupe A)     |
| 6  | 26 juillet 1998   | Port-d'Espagne | Antigua-et-Barbuda - Martinique | 5-1   | Coupe caribéenne 1998 (Groupe A)     |
| 7  | 30 septembre 2011 | Osbourn        | Antigua-et-Barbuda - Martinique | 1-0   | Match amical                         |
| 8  | 2 octobre 2011    | Osbourn        | Antigua-et-Barbuda - Martinique | 1-2   | Match amical                         |
| 9  | 16 novembre 2014  | Montego Bay    | Antigua-et-Barbuda - Martinique | 0-2   | Coupe caribéenne 2014 (Groupe B)     |
| 10 | 19 novembre 2018  | Fort-de-France | Martinique - Antigua-et-Barbuda | 4-2   | Qualifications pour la Gold Cup 2019 |

| Rencontres | Victoire | Nul | Défaite | BM | BE |
| ---------- | -------- | --- | ------- | -- | -- |
| 10         | 2        | 1   | 7       | 12 | 22 |

### Montserrat
Confrontations entre Antigua-et-Barbuda et Montserrat :
| # | Date             | Lieu       | Match                           | Score | Compétition                                           |
| - | ---------------- | ---------- | ------------------------------- | ----- | ----------------------------------------------------- |
| 1 | 1er février 1950 |            | Antigua-et-Barbuda - Montserrat | 2-0   | Match amical                                          |
| 2 | 15 avril 1992    | Basseterre | Antigua-et-Barbuda - Montserrat | 5-0   | Coupe caribéenne 1992 (Tour préliminaire)             |
| 3 | 25 février 1994  | Basseterre | Antigua-et-Barbuda - Montserrat | 8-0   | Coupe caribéenne 1994 (Tour préliminaire)             |
| 4 | 2 novembre 2004  | Basseterre | Montserrat - Antigua-et-Barbuda | 4-5   | Coupe caribéenne 2005 (Tour préliminaire)             |
| 5 | 24 mars 2021     | Willemstad | Antigua-et-Barbuda - Montserrat | 2-2   | Qualifications pour la Coupe du monde 2022 (1er tour) |

| Rencontres | Victoire | Nul | Défaite | BM | BE |
| ---------- | -------- | --- | ------- | -- | -- |
| 5          | 4        | 1   | 0       | 20 | 6  |

## P

### Porto Rico
Confrontations entre Antigua-et-Barbuda et Porto Rico:
| # | Date           | Lieu         | Match                           | Score  | Compétition                                            |
| - | -------------- | ------------ | ------------------------------- | ------ | ------------------------------------------------------ |
| 1 | 4 juin 2016    | Bayamón      | Porto Rico - Antigua-et-Barbuda | 2-1 ap | Qualifications pour la Coupe caribéenne 2017 (2e tour) |
| 2 | 8 octobre 2016 | Saint John's | Antigua-et-Barbuda - Porto Rico | 2-0    | Qualifications pour la Coupe caribéenne 2017 (3e tour) |

| Rencontres | Victoire | Nul | Défaite | BM | BE |
| ---------- | -------- | --- | ------- | -- | -- |
| 2          | 1        | 0   | 1       | 3  | 2  |

## R

### République dominicaine
Confrontations entre Antigua-et-Barbuda et la République dominicaine  :
| # | Date             | Lieu         | Match                                       | Score | Compétition                                             |
| - | ---------------- | ------------ | ------------------------------------------- | ----- | ------------------------------------------------------- |
| 1 | 3 mars 2001      | Saint John's | Antigua-et-Barbuda - République dominicaine | 2-3   | Coupe caribéenne 2001 (Tour préliminaire)               |
| 2 | 26 novembre 2006 | Georgetown   | République dominicaine - Antigua-et-Barbuda | 2-0   | Coupe caribéenne 2007 (2e tour)                         |
| 3 | 7 décembre 2012  | Saint John's | Antigua-et-Barbuda - République dominicaine | 1-2   | Coupe caribéenne 2012 (Groupe A)                        |
| 4 | 5 septembre 2014 | Saint John's | Antigua-et-Barbuda - République dominicaine | 2-1   | Qualifications pour la Coupe caribéenne 2014 (1er tour) |
| 5 | 10 octobre 2014  | Couva        | République dominicaine - Antigua-et-Barbuda | 0-0   | Qualifications pour la Coupe caribéenne 2014 (2e tour)  |

| Rencontres | Victoire | Nul | Défaite | BM | BE |
| ---------- | -------- | --- | ------- | -- | -- |
| 5          | 1        | 1   | 3       | 5  | 8  |

## S

### Saint-Christophe-et-Niévès
Confrontations entre Antigua-et-Barbuda et équipe de Saint-Christophe-et-Niévès :
| #  | Date              | Lieu         | Match                                           | Score            | Compétition                                             |
| -- | ----------------- | ------------ | ----------------------------------------------- | ---------------- | ------------------------------------------------------- |
| 1  | 3 février 1950    |              | Saint-Christophe-et-Niévès - Antigua-et-Barbuda | 1-1              | Match amical                                            |
| 2  | 24 mars 1990      |              | Saint-Christophe-et-Niévès - Antigua-et-Barbuda | 3-1              | Match amical                                            |
| 3  | 18 avril 1992     | Basseterre   | Saint-Christophe-et-Niévès - Antigua-et-Barbuda | 0-1              | Coupe caribéenne 1992 (Tour préliminaire)               |
| 4  | 14 novembre 1993  | Saint John's | Antigua-et-Barbuda - Saint-Christophe-et-Niévès | 3-0              | Match amical                                            |
| 5  | 30 avril 1995     | Basseterre   | Saint-Christophe-et-Niévès - Antigua-et-Barbuda | 1-1              | Coupe caribéenne 1995 (Tour préliminaire)               |
| 6  | 21 mai 1995       | Saint John's | Antigua-et-Barbuda - Saint-Christophe-et-Niévès | 2-2 ap (4-3) tab | Coupe caribéenne 1995 (Tour préliminaire)               |
| 7  | 29 mai 1999       | Basseterre   | Saint-Christophe-et-Niévès - Antigua-et-Barbuda | 4-1              | Match amical                                            |
| 8  | 4 mars 2001       | Basseterre   | Antigua-et-Barbuda - Saint-Christophe-et-Niévès | 2-2              | Coupe caribéenne 2001 (Tour préliminaire)               |
| 9  | 27 octobre 2002   | Saint John's | Antigua-et-Barbuda - Saint-Christophe-et-Niévès | 1-1              | Match amical                                            |
| 10 | 31 janvier 2004   | Saint John's | Antigua-et-Barbuda - Saint-Christophe-et-Niévès | 1-0              | Match amical                                            |
| 11 | 21 mars 2004      | Basseterre   | Saint-Christophe-et-Niévès - Antigua-et-Barbuda | 2-3              | Match amical                                            |
| 12 | 4 novembre 2004   | Basseterre   | Saint-Christophe-et-Niévès - Antigua-et-Barbuda | 2-0              | Coupe caribéenne 2005 (Tour préliminaire)               |
| 13 | 24 septembre 2006 | Saint John's | Antigua-et-Barbuda - Saint-Christophe-et-Niévès | 1-0              | Coupe caribéenne 2007 (1er tour)                        |
| 14 | 18 novembre 2007  | Basseterre   | Saint-Christophe-et-Niévès - Antigua-et-Barbuda | 3-0              | Match amical                                            |
| 15 | 1er décembre 2007 | Saint John's | Antigua-et-Barbuda - Saint-Christophe-et-Niévès | 2-0              | Match amical                                            |
| 16 | 8 juin 2008       | Saint John's | Antigua-et-Barbuda - Saint-Christophe-et-Niévès | 2-0              | Match amical                                            |
| 17 | 9 novembre 2008   | Macoya       | Saint-Christophe-et-Niévès - Antigua-et-Barbuda | 3-4              | Coupe caribéenne 2008 (2e tour)                         |
| 18 | 28 août 2010      | Basseterre   | Saint-Christophe-et-Niévès - Antigua-et-Barbuda | 1-1              | Match amical                                            |
| 19 | 3 mars 2012       | Basseterre   | Saint-Christophe-et-Niévès - Antigua-et-Barbuda | 1-0              | Match amical                                            |
| 20 | 29 mars 2016      | Basseterre   | Saint-Christophe-et-Niévès - Antigua-et-Barbuda | 1-0              | Qualifications pour la Coupe caribéenne 2017 (1er tour) |
| 21 | 25 août 2019      | Basseterre   | Saint-Christophe-et-Niévès - Antigua-et-Barbuda | 3-0              | Match amical                                            |
| 22 | 27 août 2019      | Basseterre   | Saint-Christophe-et-Niévès - Antigua-et-Barbuda | 4-3              | Match amical                                            |

| Rencontres | Victoire | Nul | Défaite | BM | BE |
| ---------- | -------- | --- | ------- | -- | -- |
| 22         | 8        | 6   | 8       | 30 | 34 |

### Saint-Martin
Confrontations entre Antigua-et-Barbuda et Saint-Martin :
| # | Date         | Lieu        | Match                             | Score | Compétition                      |
| - | ------------ | ----------- | --------------------------------- | ----- | -------------------------------- |
| 1 | 31 août 2008 | George Town | Antigua-et-Barbuda - Saint-Martin | 3-2   | Coupe caribéenne 2008 (1er tour) |

| Rencontres | Victoire | Nul | Défaite | BM | BE |
| ---------- | -------- | --- | ------- | -- | -- |
| 1          | 1        | 0   | 0       | 3  | 2  |

### Saint-Vincent-et-les-Grenadines
Confrontations entre Antigua-et-Barbuda et Saint-Vincent-et-les-Grenadines :
| #  | Date             | Lieu         | Match                                                | Score | Compétition                                             |
| -- | ---------------- | ------------ | ---------------------------------------------------- | ----- | ------------------------------------------------------- |
| 1  | 23 juillet 1995  | George Town  | Saint-Vincent-et-les-Grenadines - Antigua-et-Barbuda | 5-1   | Coupe caribéenne 1995 (Groupe A)                        |
| 2  | 7 mai 2000       | Saint John's | Antigua-et-Barbuda - Saint-Vincent-et-les-Grenadines | 2-1   | Qualifications pour la Coupe du monde 2002 (1er tour)   |
| 3  | 21 mai 2000      | Kingstown    | Saint-Vincent-et-les-Grenadines - Antigua-et-Barbuda | 4-0   | Qualifications pour la Coupe du monde 2002 (1er tour)   |
| 4  | 27 août 2006     | Saint John's | Antigua-et-Barbuda - Saint-Vincent-et-les-Grenadines | 1-0   | Match amical                                            |
| 5  | 5 novembre 2006  | Kingstown    | Saint-Vincent-et-les-Grenadines - Antigua-et-Barbuda | 2-2   | Match amical                                            |
| 6  | 26 août 2011     | Osbourn      | Antigua-et-Barbuda - Saint-Vincent-et-les-Grenadines | 1-0   | Match amical                                            |
| 7  | 28 août 2011     | Osbourn      | Antigua-et-Barbuda - Saint-Vincent-et-les-Grenadines | 2-2   | Match amical                                            |
| 8  | 30 mars 2012     | Kingstown    | Saint-Vincent-et-les-Grenadines - Antigua-et-Barbuda | 1-0   | Match amical                                            |
| 9  | 1er avril 2012   | Kingstown    | Saint-Vincent-et-les-Grenadines - Antigua-et-Barbuda | 1-2   | Match amical                                            |
| 10 | 7 septembre 2014 | Saint John's | Antigua-et-Barbuda - Saint-Vincent-et-les-Grenadines | 2-1   | Qualifications pour la Coupe caribéenne 2014 (1er tour) |
| 11 | 4 novembre 2015  | Kingstown    | Saint-Vincent-et-les-Grenadines - Antigua-et-Barbuda | 2-1   | Match amical                                            |

| Rencontres | Victoire | Nul | Défaite | BM | BE |
| ---------- | -------- | --- | ------- | -- | -- |
| 11         | 5        | 2   | 4       | 14 | 19 |

### Sainte-Lucie
Confrontations entre Antigua-et-Barbuda et Sainte-Lucie :
| #  | Date              | Lieu         | Match                             | Score | Compétition                                            |
| -- | ----------------- | ------------ | --------------------------------- | ----- | ------------------------------------------------------ |
| 1  | 20 novembre 1988  |              | Antigua-et-Barbuda - Sainte-Lucie | 2-0   | Match amical                                           |
| 2  | 27 mai 1990       | Saint John's | Antigua-et-Barbuda - Sainte-Lucie | 0-2   | Coupe caribéenne 1990 (Tour préliminaire)              |
| 3  | 21 juin 1997      | Saint John's | Antigua-et-Barbuda - Sainte-Lucie | 1-1   | Match amical                                           |
| 4  | 22 juin 1997      | Saint John's | Antigua-et-Barbuda - Sainte-Lucie | 1-0   | Match amical                                           |
| 5  | 1er avril 1998    | Saint John's | Antigua-et-Barbuda - Sainte-Lucie | 1-1   | Match amical                                           |
| 6  | 13 février 1999   | Castries     | Sainte-Lucie - Antigua-et-Barbuda | 0-0   | Match amical                                           |
| 7  | 25 février 2001   | Saint John's | Antigua-et-Barbuda - Sainte-Lucie | 0-1   | Match amical                                           |
| 8  | 8 novembre 2002   | Vieux Fort   | Sainte-Lucie - Antigua-et-Barbuda | 2-1   | Match amical                                           |
| 9  | 6 novembre 2004   | Basseterre   | Antigua-et-Barbuda - Sainte-Lucie | 1-2   | Coupe caribéenne 2005 (Tour préliminaire)              |
| 10 | 19 mai 2008       | Saint John's | Antigua-et-Barbuda - Sainte-Lucie | 6-1   | Match amical                                           |
| 11 | 23 septembre 2010 | Saint John's | Antigua-et-Barbuda - Sainte-Lucie | 5-0   | Match amical                                           |
| 12 | 8 octobre 2014    | Couva        | Antigua-et-Barbuda - Sainte-Lucie | 2-1   | Qualifications pour la Coupe caribéenne 2014 (2e tour) |
| 13 | 10 juin 2015      | Saint John's | Antigua-et-Barbuda - Sainte-Lucie | 1-3   | Qualifications pour la Coupe du monde 2018 (2e tour)   |
| 14 | 14 juin 2015      | Saint John's | Sainte-Lucie - Antigua-et-Barbuda | 1-4   | Qualifications pour la Coupe du monde 2018 (2e tour)   |
| 15 | 7 septembre 2018  | North Sound  | Antigua-et-Barbuda - Sainte-Lucie | 0-3   | Éliminatoires de la Gold Cup 2019                      |

| Rencontres | Victoire | Nul | Défaite | BM | BE |
| ---------- | -------- | --- | ------- | -- | -- |
| 15         | 6        | 3   | 6       | 25 | 18 |

### Salvador
Confrontations entre Antigua-et-Barbuda et le Salvador :
| # | Date        | Lieu         | Match                         | Score | Compétition                                          |
| - | ----------- | ------------ | ----------------------------- | ----- | ---------------------------------------------------- |
| 1 | 9 juin 2021 | San Salvador | Salvador - Antigua-et-Barbuda | 3-0   | Qualifications pour la Coupe du monde 2022 (1ertour) |

| Rencontres | Victoire | Nul | Défaite | BM | BE |
| ---------- | -------- | --- | ------- | -- | -- |
| 1          | 0        | 0   | 1       | 0  | 3  |

### Sint Maarten
Confrontations entre Antigua-et-Barbuda et Sint Maarten :
| # | Date         | Lieu       | Match                             | Score | Compétition                               |
| - | ------------ | ---------- | --------------------------------- | ----- | ----------------------------------------- |
| 1 | 2 avril 1993 | The Valley | Antigua-et-Barbuda - Sint Maarten | 0-1   | Coupe caribéenne 1993 (Tour préliminaire) |

| Rencontres | Victoire | Nul | Défaite | BM | BE |
| ---------- | -------- | --- | ------- | -- | -- |
| 1          | 0        | 0   | 1       | 0  | 1  |

### Suriname
Confrontations entre Antigua-et-Barbuda et le Suriname :
| # | Date             | Lieu           | Match                         | Score | Compétition                                           |
| - | ---------------- | -------------- | ----------------------------- | ----- | ----------------------------------------------------- |
| 1 | 3 décembre 1972  | Saint John's   | Suriname - Antigua-et-Barbuda | 6-0   | Qualifications pour la Coupe du monde 1974 (1er tour) |
| 2 | 5 décembre 1972  | Saint John's   | Antigua-et-Barbuda - Suriname | 1-3   | Qualifications pour la Coupe du monde 1974 (1er tour) |
| 3 | 28 octobre 1978  | San Fernando   | Antigua-et-Barbuda - Suriname | 0-4   | Coupe caribéenne 1978 (Phase finale)                  |
| 4 | 19 juin 1992     | Port-d'Espagne | Antigua-et-Barbuda - Suriname | 1-1   | Coupe caribéenne 1992 (Groupe A)                      |
| 5 | 10 novembre 2010 | Saint John's   | Antigua-et-Barbuda - Suriname | 2-1   | Coupe caribéenne 2010 (2e tour)                       |

| Rencontres | Victoire | Nul | Défaite | BM | BE |
| ---------- | -------- | --- | ------- | -- | -- |
| 5          | 1        | 1   | 3       | 4  | 15 |

## T

### Trinité-et-Tobago
Confrontations entre Antigua-et-Barbuda et Trinité-et-Tobago :
| #  | Date              | Lieu           | Match                                  | Score | Compétition                                            |
| -- | ----------------- | -------------- | -------------------------------------- | ----- | ------------------------------------------------------ |
| 1  | 10 novembre 1972  | Port-d'Espagne | Trinité-et-Tobago - Antigua-et-Barbuda | 11-1  | Qualifications pour la Coupe du monde 1974 (1er tour)  |
| 2  | 19 novembre 1972  | Saint John's   | Antigua-et-Barbuda - Trinité-et-Tobago | 1-2   | Qualifications pour la Coupe du monde 1974 (1er tour)  |
| 3  | 23 octobre 1978   | San Fernando   | Trinité-et-Tobago - Antigua-et-Barbuda | 3-1   | Coupe caribéenne 1978 (Phase finale)                   |
| 4  | 27 juillet 1983   | Cayenne        | Antigua-et-Barbuda - Trinité-et-Tobago | 1-2   | Coupe caribéenne 1983 (Phase finale)                   |
| 5  | 7 juillet 1988    |                | Antigua-et-Barbuda - Trinité-et-Tobago | 1-1   | Coupe caribéenne 1988 (Phase finale)                   |
| 6  | 17 juin 1992      | Port-d'Espagne | Trinité-et-Tobago - Antigua-et-Barbuda | 7-0   | Coupe caribéenne 1992 (Groupe A)                       |
| 7  | 22 juillet 1998   | Port-d'Espagne | Trinité-et-Tobago - Antigua-et-Barbuda | 3-2   | Coupe caribéenne 1998 (Groupe A)                       |
| 8  | 26 mars 2003      | Port-d'Espagne | Trinité-et-Tobago - Antigua-et-Barbuda | 2-0   | Qualifications pour la Gold Cup 2003 (Tour final)      |
| 9  | 12 janvier 2005   | Saint John's   | Antigua-et-Barbuda - Trinité-et-Tobago | 2-1   | Match amical                                           |
| 10 | 5 novembre 2008   | Macoya         | Trinité-et-Tobago - Antigua-et-Barbuda | 3-2   | Coupe caribéenne 2008 (2e tour)                        |
| 11 | 21 juillet 2010   | Macoya         | Trinité-et-Tobago - Antigua-et-Barbuda | 4-1   | Match amical                                           |
| 12 | 19 septembre 2010 | Saint John's   | Antigua-et-Barbuda - Trinité-et-Tobago | 0-1   | Match amical                                           |
| 13 | 29 février 2012   | Saint John's   | Antigua-et-Barbuda - Trinité-et-Tobago | 0-4   | Match amical                                           |
| 14 | 9 décembre 2012   | Saint John's   | Antigua-et-Barbuda - Trinité-et-Tobago | 2-0   | Coupe caribéenne 2012 (Groupe A)                       |
| 15 | 12 octobre 2014   | Couva          | Trinité-et-Tobago - Antigua-et-Barbuda | 1-0   | Qualifications pour la Coupe caribéenne 2014 (2e tour) |

| Rencontres | Victoire | Nul | Défaite | BM | BE |
| ---------- | -------- | --- | ------- | -- | -- |
| 15         | 2        | 1   | 12      | 14 | 45 |